# Gerhard Lukoszczyk
Gerhard Josef Lukoszczyk (* 12. März 1938 in Beuthen) ist ein ehemaliger polnischer Fußballspieler.

## Karriere
Lukoszczyk spielte zunächst in Miechowice, einem seit 1951 zugehörigen Stadtteil von Bytom, für den dort beheimateten Silesia Miechowice bis 1960 Fußball.
Von 1960 bis 1967 Spieler von Polonia Bytom, für den Verein er während seiner Zugehörigkeit ununterbrochen in der 1. Liga, der seinerzeit höchsten Spielklasse im polnischen Fußball, Punktspiele bestritt. Mit der Mannschaft gewann er 1962 die Meisterschaft und erreichte 1964 das Pokalfinale, das erst nach Verlängerung in Warschau gegen Legia Warschau mit 1:2 verloren wurde.
Auf internationaler Vereinsebene bestritt er für seine Mannschaft im Wettbewerb um den Europapokal der Landesmeister in der Saison 1962/63 die beiden Erstrundenspiele gegen Panathinaikos Athen, danach die beiden Achtelfinalspiele gegen Galatasaray Istanbul.
Des Weiteren wurde er bei drei Teilnahmen seiner Mannschaft im Wettbewerb um den International Football Cup bzw. die Internationale Meisterschaft in insgesamt 22 Spielen eingesetzt. Bei seinem ersten Mitwirken 1963/64 erzielte er ein Tor in neun Einsätzen, wozu auch das Finale gehörte, das jedoch im Wiener Stadion Hohe Warte am 25. Mai 1964 mit 0:1 gegen Slovnaft Bratislava verloren wurde.
Bei der 4. Austragung 1964/65 ging seine Mannschaft als Sieger aus der Gruppe C3 – eine von elf Gruppen à vier Mannschaften – hervor und gelangte über ein Freilos in der 1. Runde ins Viertelfinale. In diesem setzte sich seine Mannschaft gegen den SC Karl-Marx-Stadt nach Hin- und Rückspiel (in diesem von insgesamt zwölf Spielen nicht eingesetzt) mit dem Gesamtergebnis von 4:3 durch, wie auch gegen den RFC Lüttich im Halbfinale mit dem Gesamtergebnis von 3:2.
Im Hinspiel des Finales am 9. Juni 1965 gegen den SC Leipzig im Zentralstadion schien bei der 0:3-Niederlage der Pokalgewinn in weite Ferne gerückt zu sein, zumal er mit seiner Mannschaft im Rückspiel eine Woche später im heimischen Edward-Szymkowiak-Stadion bereits nach 20 Minuten mit 0:1 zurücklag. Ein Eigentor drei Minuten später und zwei Tore der eigenen Mannschaft vor der Halbzeitpause ließen Hoffnung aufkommen. Jan Banaś und Norbert Pogrzeba, seine Mitspieler, sorgten mit Toren in der 70. und 88. Minute für die endgültige Entscheidung, verbunden mit dem Titelgewinn. Bei der 6. und letzten Austragung 1966/67 kam er in zwei Spielen der Gruppe B6 jeweils im Hin- und Rückspiel gegen Dynamo Dresden zum Einsatz.
In der von 1960 bis 1965 in den Vereinigten Staaten anfangs bestehenden Fußballliga, die International Soccer League, nahm er mit seiner Mannschaft im Jahr 1965 ebenfalls teil. Nach zwei Meisterschaften südamerikanischer und drei europäischer Mannschaften, zuletzt Zagłębie Sosnowiec 1964 aus Polen,  gewann auch er und Polonia Bytom die ISL-Meisterschaft.

## Erfolge
- Polnischer Meister 1962
- Zweiter Polnische Meisterschaft 1961
- Polnischer Pokal-Finalist 1964
- ISL-Sieger 1965
- IFC-Sieger 1965, -Finalist 1964